# 札幌市立真駒内小学校
札幌市立真駒内小学校（さっぽろしりつ まこまないしょうがっこう）は、北海道札幌市南区真駒内上町に存在した公立小学校。1961年に開校され、60年代に児童が急増し80年代初頭まで安定していたが、その後は札幌市立澄川南小学校の開校や少子高齢化の影響を受けて2012年に閉校、札幌市立真駒内公園小学校に統合された。

## 歴史
第二次世界大戦後、連合国軍最高司令官総司令部により真駒内は接収され軍事基地が設置されていたが、1957年に北海道に返還されて以降開発が進むことになった。1959年に真駒内団地の開発が始まり、その流れを受けて1961年に豊平町立真駒内小学校が開校された。当時の児童数は371人であった。1961年に第一期工事（普通教室・管理部門・低学年玄関など）、1962年に第二期工事（高学年玄関・大教室・保健室・用務員室など）、1963年に第三期工事（体育館・理科室・音楽室・給食調理室・職員室・校長室など）と第四期工事（家庭科室・図書室・図工室など）が行われた。この時期は低学年が高学年ブロックを使用する、あるいは高学年が低学年ブロックを使用するなど、計画コンセプトとの不一致が見られた。
やがて真駒内地域の児童数が増加するとともに、1966年に札幌市立真駒内南小学校が開校され、両校を中心とする完全な近隣住区から構成される開発計画が進められた。1972年札幌オリンピックの開催を受けて開発は加速し、両校のみでは真駒内地域の児童を抱えきれないことが予測されたが、特に対策は採られなかった。児童数は1966年に34クラス1733人、1968年に36クラス1650人に上った。教室が不足し、大教室を普通教室や職員室に転用する、職員室を玄関に移す、プレハブ教室を増築するなどの措置が取られた。1969年からは校舎の利用が計画コンセプトと合致し、この状態は70年代後半まで続いた。
1973年からは児童数は安定した。1977年にはビニールハウスの様な屋根付きプールが完成。太陽の光が差し込むため温室の様に暖かく、札幌でありながら6月下旬からプールの授業をすることができた。また同じ頃、テニスコートが二面完成。これにより軟式テニスクラブの活動がテニス好きの教諭指導の下に行われた。
1981年に家庭科室と図工室を転用して特別支援学級が開かれ、児童数が減少して空き教室が出来たこともあって1983年には高学年教室を家庭科室と図工室に改築し、特別教室が一つの棟に纏まった。この時期は低学年が高学年ブロックを使用する傾向にあった。札幌市立澄川南小学校が開校すると1983年から児童数減少期に入り、高学年教室を使用していた3年生が低学年教室へ移り、2008年からは4年生も低学年教室へ移った。80年代後半は計画コンセプトと合致した校舎の利用が見られていたが、1990年以降は高学年が低学年ブロックを使用する状況が続いている。
少子高齢化が追い打ちをかけ、2007年12月に「札幌市立小中学校の学校規模の適正化 に関する基本方針」と「同地域選定プラン」が策定され、真駒内地域などで小学校の統合が計画された。2008年には小規模校検討委員会が発足し、通学地域や開校時期などの議論検討がなされた。2011年、札幌市立学校設置条例の一部を改正する条例案が可決。真駒内小学校は札幌市立真駒内曙小学校と統合されて札幌市立真駒内公園小学校が開校されることが発表された。
両校の児童の交流会を行った上で、2012年3月末に真駒内小学校は閉校。跡地は2017年に市立札幌みなみの杜高等支援学校に転用された。